# 張政禹
張政禹（2000年6月8日—）是一名台灣棒球運動員，目前效力於中華職棒味全龍，守備位置為游擊手。

## 早年
張政禹出生於屏東縣，但小時候即到高雄市就讀國小及國中，直到高中才回到屏東就讀美和中學。2018年高中畢業後參加中華職棒選秀會，但卻落選。他因此繼續升學，進入南華大學。2018年全國大專院校棒球運動聯賽中，並以0.562的打擊率拿下公開組一級的打擊獎第一名。

## 職棒生涯
2019年參加新球隊味全龍隊的自辦測試賽，總計4個打數擊出2支安打；同年再度報名中華職棒選秀會，並在第7輪第35順位獲得味全龍隊的指名，正式開啟職棒生涯。
2020年3月21日，在二軍的比賽中對戰樂天桃猿二軍於8局下靠著張政禹的內野安打取得致勝分，終場味全龍以2:1擊敗樂天桃猿，味全龍也拿下重返中華職棒後的首勝。而他2020年於二軍出賽62場比賽，擊出69支安打，4支全壘打，打擊率0.348。
2021年，由於在前一年遭到觸身球擊中右手掌導致骨裂，因此趕不上開季，後於7月13日才迎來一軍的初登板，並以優異的守備表現站穩游擊手位置。2021年10月20日，於斗六棒球場對富邦悍將隊單場擊出2支三壘安打追平聯盟記錄，為味全龍隊史首次。2021年總計於一軍出賽66場比賽，有40支安打，打擊率0.212。
2022年4月27日，確診COVID-19，因此被下放至二軍，直到5月16日才回歸一軍，而他也是確診球員中首位回歸至一軍並出賽的球員。不過在6月又因為之前遭到觸身球的傷勢復發，導致揮棒時不適而再度下二軍。
2022年7月入選明星賽。
2023年，於5月12日再度因為熱身時摔倒導致脊椎骨裂，需要休養一個月，7月15日回歸一軍。球季結束後也遞補江坤宇入選亞冠賽，是生涯首次入選國際賽。
2024年，於5月5日面對台鋼雄鷹的比賽，從陳柏清手中敲出生涯首轟；於生涯第800個打席才擊出生涯首轟打破味全龍隊史花費最多打席記錄。8月7日，張政禹因出入爭議場所，與同屬味全龍隊的郭天信、富邦悍將的曾峻岳3人均被球團處以扣薪、下二軍禁賽處分。中華職棒聯盟則公布懲處，3人均禁賽7場、罰款7萬元。

## 國際賽經歷
2024年11月入選世界棒球12強賽，由於其守位和潘傑楷、江坤宇等人重疊，被認為只是功能性佳，因此令許多球迷質疑。最終在該屆賽事的複賽中擔綱三壘手，多次展現出守備美技，也成為中華隊能在賽事中奪得冠軍的功臣之一。

## 職棒生涯成績
| 年度 | 球隊   | 出賽 | 打數 | 安打 | 全壘打 | 打點 | 盜壘 | 三振 | 四死 | 壘打數 | 雙殺打 | 打擊率 | 上壘率 | 長打率 | OPS   |
| ---- | ------ | ---- | ---- | ---- | ------ | ---- | ---- | ---- | ---- | ------ | ------ | ------ | ------ | ------ | ----- |
| 2021 | 味全龍 | 66   | 189  | 40   | 0      | 11   | 9    | 46   | 12   | 53     | 1      | 0.212  | 0.256  | 0.208  | 0.536 |
| 2022 | 味全龍 | 82   | 257  | 66   | 0      | 20   | 14   | 63   | 16   | 73     | 3      | 0.257  | 0.307  | 0.284  | 0.591 |
| 2023 | 味全龍 | 78   | 198  | 44   | 0      | 16   | 9    | 36   | 21   | 60     | 4      | 0.222  | 0.295  | 0.303  | 0.598 |
| 2024 | 味全龍 | 66   | 215  | 55   | 2      | 28   | 5    | 43   | 15   | 78     | 5      | 0.256  | 0.298  | 0.363  | 0.661 |
| 合計 | 4年    | 292  | 859  | 205  | 2      | 75   | 37   | 188  | 69   | 264    | 13     | 0.239  | 0.291  | 0.307  | 0.598 |

## 外部連結
- 張政禹在台灣棒球維基館上的頁面（繁體中文）
- 張政禹在中華職棒官網
- 張政禹在Baseball-Reference.com（小聯盟以及海外聯盟）（英语）
- 張政禹在Global Sports Archive（英语）
- 張政禹的Facebook專頁
- 張政禹的Instagram帳戶